# Bismarck Tribune Building
Das Bismarck Tribune Building ist ein Baudenkmal in Bismarck, North Dakota. Es ist im National Register of Historic Places verzeichnet und diente von 1920 bis 1981 der Zeitung The Bismarck Tribune als Sitz.

## Architektur
Das von George H. Shanley im Stil der Prairie Houses gestaltete Gebäude wurde 1920 fertiggestellt. Das Bismarck Tribune Building ist somit nur eines von wenigen Gebäuden dieses architektonischen Stils in North Dakota. Das zwei Stockwerke hohe Bismarck Tribune Building hat die Akzentsetzung in der Horizontalen: Es gibt zwei Frontfassaden zur Straße hin, von denen die eine 15 m lang ist und drei durch Wandpfeiler abgegrenzte Fensternischen hat, während die andere knapp 43 lang ist und sieben Fensternischen hat. Der Stil des Prairie Houses ist an Ziermauerwerk und Fassadenkonstruktion mit Terrakotta-Elementen erkennbar.
Die Außenfassade hat seit 1920 nur wenig Veränderungen erfahren, am bedeutsamsten war eine Neugestaltung des Eingangsbereiches und dortigen Türen in den 1950er Jahren. Anfangs besetzte die Bismarck Tribune nur den Keller und das Erdgeschoss, während im ersten Stockwerk zehn Zweizimmerwohnungen lagen. Diese wurden nach Übernahme durch die Tribune umfunktioniert und fünf von ihnen zu größeren Räumen umgebaut.

## Geschichte
Das Bismarck Tribune Building wurde 1920 durch den Herausgeber der The Bismarck Tribune, George Douglas Mann, in Auftrag gegeben. Im Januar 1920 war das Gussner Building komplett abgebrannt, wo bis dahin die Zeitung ihre Geschäftsräume hatte. Zwar konnten übergangsweise Räume genutzt werden und das tägliche Erscheinen der Tribune durch Leihen der Druckerpresse der deutschsprachigen Zeitung Der Staats Anzeiger gewährleistet werden, jedoch musste dies ein Provisorium bleiben. Als Architekt gewann Mann George H. Shanley aus Great Falls, Montana. Das Bismarck Tribune Building blieb Shanleys einziges Bauprojekt in North Dakota. Er war in seiner anfänglichen Schaffenszeit vor allem durch Louis Sullivan beeinflusst, bevor er sich dem Stil der Prairie Houses zuwandte.
Bis 1981 diente das Gebäude der Tribune als Sitz, seitdem werden die Büros unterschiedlich verwendet. Das Bismarck Tribune Building wurde am 22. Oktober 1982 in das National Register of Historic Places aufgenommen.